# Sint-Jobskapelletje

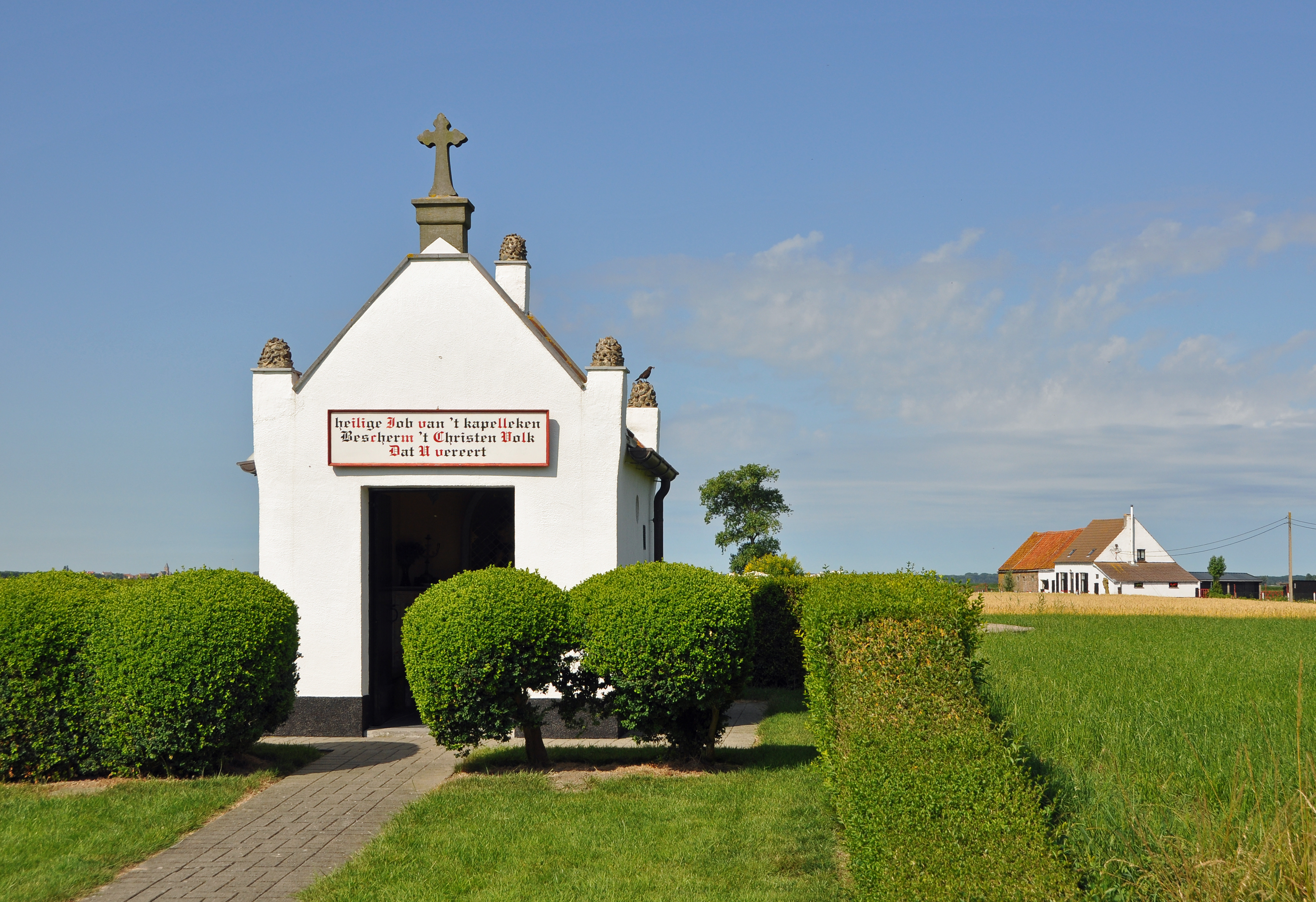
Sint-Jobskapelletje

Het Sint-Jobskapelletje is een betreedbare kapel in de tot de West-Vlaamse gemeente Blankenberge behorende buurtschap Sint-Jan-op-den-Dijk, gelegen aan de Blankenbergse Dijk in de Uitkerkse Polder.
Sint-Jan-op-den-Dijk, is tegenwoordig een buurtschap maar was tot eind 15e eeuw, toen de kerk werd verwoest, een zelfstandige parochie. Het kapelletje werd begin 19e eeuw gebouwd. Het was oorspronkelijk gewijd aan Sint-Jan, evenals de verdwenen parochiekerk. Het kreeg echter al snel de naam: Sint-Jobskapelletje.
Het witgeschilderde gebouwtje onder zadeldak heeft voor en achter een tuitgevel bekroond met hoopjes stenen die mogelijk de mestvaalt van Job symboliseren. Boven de ingang is een bord aangebracht met daarop de tekst: Heilige Job van 't Kapelleken Bescherm 't Christen volk dat U vereert.
Het interieur wordt overwelfd door een houten spitstongewelf. In de kapel bevindt zich een gepolychromeerd Sint-Jobsbeeld dat van het begin der 19e eeuw of mogelijk ouder is. Gotische letters vragen om eene offerande voor de kapel.
Enkele ex voto's zijn aanwezig.